# Nissan bromsa
Nissan bromsa och Näsan domnar är två nummer av humorgruppen Kaj, med egna texter till tenorarian Nessun dorma ur Puccinis opera Turandot. Numren framförs huvudsakligen av Jakob Norrgård, som iklädd frack med allvarlig min sjunger en text på finlandssvensk Vörådialekt som fonetiskt liknar den italienska originaltexten och matchar den mycket väl på flera punkter. I Nissan bromsa, där sångarens bror har missat att byta till vinterdäck på bilen varför sångaren måste försöka hjälpa till att dra upp den finns exempelvis guardi le stelle / bärgningsställe, splenderà / bränder å (ger mig av), ett bibehållet no no / nå nå och det avslutande vincerò (jag kommer segra) / gick vinschin å (gick vinschen av).
Nissan bromsa framfördes första gången under turnén Kom ti byin 2017. I Kajs avsnitt av Svenska Yles serie Nästan unplugged 2018 framförde gruppen sången till stor orkester på Alexandersteatern i Helsingfors. Under Kajs framgång i Melodifestivalen 2025 lades den 3 mars, under veckan före finalen, ett klipp med framförandet upp på Youtube. Klippet fick stor spridning och nådde även internationell publik varpå numret, texten och Norrgårds sånginsats kommenterades positivt av flera operasångare.
När klippet blev viralt hade gruppen redan bytt ut texten till arian vid sina framträdanden. Den nya versionen, Näsan domnar eller Vinkärro ("Vinkärra") handlar om att köpa billig alkohol i estniska Tallinn och försöka frakta hem den på båten.